# 보은 계당과 계정
보은 계당과 계정(報恩 溪堂과 溪庭)은 충청북도 보은군 삼승면 선곡리 572에 있는 건축물이다. 화순최씨 계당공파 종중에서 관리하고 있다. 2019년 2월 1일 충청북도의 문화재자료 제95호로 지정되었다.

## 지정 사유
계당(溪堂)은 금적산(金積山) 자락에 위치하고 최흥림(崔興霖)이 을사사화를 피하여 이주한 뒤 조식(曺植), 성운(成運) 등과 교류하였으며 주변의 인재들을 모아 교육을 시킨 장소이다.
계정(溪庭)은 금적산 정상부부터 흐르는 계곡의 긴 폭포에 놓인 바위와 괴석으로 형성된 자연정원으로 경치가 수려하다. 계당 앞마당에는 바위를 파내어 만든 수로로 계곡수를 끌어들여 활용하는 등 충북지역에서는 자연을 활용한 유교 문화재의 드문 사례이다.

## 참고 문헌
- 보은 계당과 계정 - 국가유산청 국가유산포털